# Moder Jord (kollektiv)
Moder Jord är ett kollektiv i Tollarp, startat på 1970-talet. De tillverkar egen grön el med vattenturbin, samt tillverkar och säljer sesampasta och jordnötssmör. 

## Historia
Under 1970-talet rustade man upp Forshults kvarn, en gammal vattenkvarn vid Vramsån och förädlade spannmål. Man använde endast ekologiska råvaror och gjorde bland annat välling, müsli, mjöl och flingor. Ett femtiotal personer bodde på gården när verksamheten var som störst och alla försörjde sig där. En del annat hantverk gjordes också, såsom träarbeten och växtfärgning. Då de befintliga byggnaderna inte räckte till skaffade man många gamla cirkusvagnar för boende. Dessa användes också då man serverade mat och spelade musik på festivaler på olika håll i Sverige. Bland annat vid Barsebäcksdemonstrationerna då man kunde servera flera tusen personer utifrån sin utrustning. Moder Jord blev också en basstation för resandefolket som var en grupp som reste med sina vagnar mellan kollektiv och alternativprojekt i Skandinavien. En bit in på 2000-talet bor där ett tiotal personer.

## Musikgruppen Jordbandet
Moder Jord-kollektivet har ett eget band vid namn Jordbandet, eller Moder Jords Originalorkester. Musik och texter har förankring i de erfarenheter som livet bland vännerna, samhället och världen gett. 1978 medverkade man med fem spår på LP:n Jordljus som var en samlingsskiva med grupper från flera kollektiv och alternativa projekt, med syftet att samla in pengar för att köpa fri mark. I mitten av 1990-talet kom CD:n Off Record och i januari 2014 kom samlings-CD:n Livets Cirkus som omfattar musik från 1974-2014. 2015 kom Barnens arv cd med 3 låtar. 2018 kommer nästa ep, 4 låtar släpps i april 2018. Gruppens sammansättning har växlat genom åren. Under 1970 och 1980-talet turnerade gruppen i hela Skandinavien och gjorde sig kända som representanter för kollektiv och alternativrörelsen. Text och låtskrivaren Chris Geiger (son till Katja Geiger) har varit med från början liksom slagverkaren Percy Andersson. Idag har gruppen ett tiotal medlemmar och turnerar i huvudsak på sommaren då man besöker festivaler och andra evenemang.